# Chanalelha
Chanaleilles és un municipi francès situat al departament de l'Alt Loira i a la regió d'Alvèrnia-Roine-Alps. L'any 2007 tenia 212 habitants.

## Demografia

### Població
El 2007 la població de fet de Chanaleilles era de 212 persones. Hi havia 96 famílies de les quals 40 eren unipersonals (32 homes vivint sols i 8 dones vivint soles), 24 parelles sense fills i 32 parelles amb fills.
La població ha evolucionat segons el següent gràfic:
Habitants censats

### Habitatges
El 2007 hi havia 189 habitatges, 97 eren l'habitatge principal de la família, 74 eren segones residències i 19 estaven desocupats. 187 eren cases i 1 era un apartament. Dels 97 habitatges principals, 89 estaven ocupats pels seus propietaris, 2 estaven llogats i ocupats pels llogaters i 6 estaven cedits a títol gratuït; 4 tenien dues cambres, 9 en tenien tres, 22 en tenien quatre i 62 en tenien cinc o més. 68 habitatges disposaven pel capbaix d'una plaça de pàrquing. A 46 habitatges hi havia un automòbil i a 34 n'hi havia dos o més.

### Piràmide de població
La piràmide de població per edats i sexe el 2009 era:
| Homes | Edats   | Dones |
| ----- | ------- | ----- |
| 0     | 95 o +  | 0     |
| 0     | 90 a 94 | 0     |
| 0     | 85 a 89 | 4     |
| 0     | 80 a 84 | 0     |
| 4     | 75 a 79 | 12    |
| 16    | 70 a 74 | 12    |
| 12    | 65 a 69 | 4     |
| 8     | 60 a 64 | 16    |
| 16    | 55 a 59 | 8     |
| 0     | 50 a 54 | 8     |
| 4     | 45 a 49 | 0     |
| 8     | 40 a 44 | 0     |
| 16    | 35 a 39 | 4     |
| 4     | 30 a 34 | 12    |
| 12    | 25 a 29 | 8     |
| 4     | 20 a 24 | 0     |
| 4     | 15 a 19 | 4     |
| 8     | 10 a 14 | 4     |
| 4     | 5 a 9   | 4     |
| 4     | 0 a 4   | 8     |

## Economia
El 2007 la població en edat de treballar era de 114 persones, 77 eren actives i 37 eren inactives. De les 77 persones actives 74 estaven ocupades (45 homes i 29 dones) i 3 estaven aturades (1 home i 2 dones). De les 37 persones inactives 20 estaven jubilades, 5 estaven estudiant i 12 estaven classificades com a «altres inactius».

### Ingressos
El 2009 a Chanaleilles hi havia 92 unitats fiscals que integraven 203 persones, la mediana anual d'ingressos fiscals per persona era de 11.910 €.

### Activitats econòmiques
Dels 5 establiments que hi havia el 2007, 1 era d'una empresa de fabricació d'altres productes industrials, 2 d'empreses de construcció, 1 d'una empresa de comerç i reparació d'automòbils i 1 d'una empresa de transport.
Dels 3 establiments de servei als particulars que hi havia el 2009, 1 era un taller de reparació d'automòbils i de material agrícola, 1 paleta i 1 fusteria.
L'any 2000 a Chanaleilles hi havia 37 explotacions agrícoles que ocupaven un total de 1.792 hectàrees.

## Poblacions més properes
El següent diagrama mostra les poblacions més properes.